# Edil Highlander
Edilberto Melo de Oliveira (Belém, 3 de junho de 1964), mais conhecido como Edil e, desde o final da carreira, como Edil Highlander, é um ex-futebolista brasileiro que atuava como atacante. Foi um artilheiro reconhecido no futebol paraense, sendo benquisto pelas duas principais torcidas locais, de Paysandu e Remo. Sua carreira não se resumiu ao Estado, incluindo desde o Vasco da Gama ao Náutico e do Marítimo (Venezuela) ao Espinho (Portugal), chegando a ser artilheiro do Campeonato Paraense de Futebol de 2000 pelo Castanhal, além de ídolo e campeão sergipano de 2002 pelo Confiança.
Edil, que chegou a ser o maior artilheiro dos campeonatos estaduais realizados em 1992 (com 24 gols pelo "Papão"), possuía um estilo de jogo sempre raçudo e impetuoso em busca do gol, cujas comemorações ficaram marcadas pelo folclore - desde a interpretações de Braddock, sobretudo pelos azulinos, até as "espadadas" de Highlander que simulavam decapitações contra seus colegas. A respeito, declarou que "a incorporação de personagens de filmes famosos fizeram parte da minha carreira, jogando pelo Remo e pelo Paysandu. Era uma honra, uma motivação saber que sempre eu marcava em clássicos, em especial no Mangueirão. Não tinha Re-Pa sem gol do Edil. Eu fui o carrasco dos clubes. O meu segredo era ter dedicação total, concentração no que tinha que fazer em campo. A torcida, dos dois lados, gostava de mim. Poderia fazer três, quatro gols nos times pequenos, mas se não deixava a marca no Re-Pa, não adiantava".
Edil marcou ao todo 15 gols no clássico, sendo o 13º maior artilheiro geral do confronto e o maior desde a década de 1980. Com dez gols (cinco como remista e cinco como alviazul), divide com Dadinho a artilharia em duelos realizados no Mangueirão. A respeito do clássico, declarou também que "Eu já joguei vários clássicos quando vesti a camisa do Vasco, todos com o Maracanã lotado, e nenhum se compara ao clássico da Amazônia. Eu torço para os dois clubes. Sempre fico satisfeito quando os dois ganham. Tenho vários títulos pelas duas equipes e por isso conquistei o carinho e o respeito das duas torcidas. Não tenho como puxar mais para um lado.".
O atacante é ainda o décimo maior artilheiro do Paysandu (com 95 gols)  e o segundo maior artilheiro do futebol paraense considerando todas as divisões do Campeonato Brasileiro de Futebol, com 37 gols contabilizados, sobretudo pela dupla Re-Pa. Ele tem outros familiares no esporte: seu sobrinho Bebeto, também atacante ex-Remo e Paysandu, jogou ainda por Flamengo e Corinthians, sendo filho de outro Bebeto (este, irmão de Edil), igualmente ex-jogador da dupla Re-Pa e ainda do Bahia. Também tem parentesco com o goleiro Clemer.

## Carreira

### 1985 a 1990: Paysandu e Venezuela
Edil começou no Paysandu, clube pelo qual sua família torce e ao qual foi levado pelo irmão Bebeto. Tinha doze anos quando chegou, passando pela escolinha, infanto e júnior antes de ser profissionalizado.  Ainda referido como Edilberto, esteve no elenco campeão paraense de juniores em 1982, ao lado de outros atletas que logo integrariam o time profissional, dentre eles Charles Guerreiro. Bebeto já figurava no time principal, chegando a participar no ano anterior de vitória por 3–0 sobre o Flamengo pelo Brasileirão de 1981.
Edil integrou como reserva o Paysandu campeão paraense de 1985, não chegando a marcar gols na campanha. Em 1986, disputou seu primeiro Re-Pa pelo time adulto, em vitória por 2–1 na qual o "Papão" terminou campeão de torneio triangular amistoso envolvendo também o Corinthians. Foi titular, mas nos outros dois clássicos seguintes naquele ano, ambos válidos pelo estadual, participou saindo do banco. O Remo terminou campeão, após seis anos. Seu primeiro gol no time adulto teria ocorrido em outro clássico, o contra a Tuna Luso, em derrota de 2–1 em 10 de agosto naquele estadual. Em setembro, fez suas três partidas pelo Brasileirão daquele ano (1–0 para o Corinthians no Pacaembu e 1–1 com o Joinville e 1–0 para o semifinalista America-RJ, ambos no Mangueirão), sempre saindo do banco, sem marcar.
Já no estadual de 1987 o Paysandu foi campeão invicto, no primeiro trabalho de Givanildo Oliveira como treinador no futebol paraense. Edil foi titular, como ponta-direita em trio ofensivo formando com Cabinho e Miguelzinho. Na campanha, além de um dos gols na partida em 2–2 com o Yamada Clube que garantiu o primeiro turno em favor dos alvicelestes, marcou em quatro clássicos: o único do Re-Pa no primeiro turno; dois em 3–2 em duelo contra a Tuna Luso e outro em 2–1 sobre o Remo, ambos no segundo turno; e mais um, empatando o Re-Pa vencido de virada por 2–1 na final do certame. Marcou ao todo treze gols na campanha, de março a agosto.
Ainda em agosto, Edil estreou pela seleção paraense, que não era reunida havia nove anos. Esteve nas duas partidas contra o Amazonas pelo Campeonato Brasileiro de Seleções Estaduais. Cada equipe venceu a outra por 1–0 em casa, e no sorteio os amazonenses terminaram favorecidos, no que foi a edição final desse torneio. Edil ainda faria quatro gols pelo Módulo Branco do Campeonato Brasileiro de Futebol de 1987, dois deles em empate em 2–2 no clássico com a Tuna no mata-mata pela terceira fase. O Paysandu terminou no vice-campeonato para o Operário.
Edil foi em seguida, por conta própria, ao futebol da Venezuela, onde convidado pelo irmão Bebeto, que já jogava naquele país. Edil, que comprara o próprio passe, defendeu o Marítimo, que vivia um momento local de hegemonia, faturando entre 1987 e 1993 seus quatro títulos no campeonato venezuelano. O time já havia sido campeão da temporada 1986-87 e foi bicampeão seguido na de 1987-88. Novo título veio na temporada 1989-90. Não era o bastante para avançar de fase na Taça Libertadores da América, com a equipe terminando na terceira colocação na edição de 1988, em que as duas vagas ficaram com a dupla chilena Colo-Colo e Universidad de Chile, enquanto na de 1989 as três vagas ficaram com os brasileiros Internacional e Bahia, além do Deportivo Táchira. Mas Edil continuava a ser um sonho do Remo, que tentou contrata-lo ainda em abril de 1989, conforme presenciado pelo jornal Diário do Pará, a relatar o seguinte diálogo telefônico do atacante com o dirigente remista Israel Vasconcelos:
| “ | "Tenho ainda dois meses de contrato, mas o passe sendo meu, dá para conversar com os homens. Eu sou o artilheiro do time e do campeonato, domingo 'meti bronca' no clássico e a imprensa me chama de Verdugo do Caracas, nosso maior rival. Pode contar comigo aí em Belém, pois quero chegar, e entrar nas 'paradas', porque eu vou levando já minha transferência." | ” |

Edil voltou ao Pará, mas acabou inativo pelo restante do ano de 1989 ao não conseguir acertar com nenhum dos grandes - estando perto por duas vezes de assinar com o Remo ao mesmo tempo em que também chegou a ser reapresentado no Paysandu como reforço. Apenas em março de 1990 é que seu retorno à Curuzu foi oficializado, negociando por seis meses o empréstimo do próprio passe. Reeditou o trio de 1987 com Cabinho e Miguelzinho e foi pela primeira vez artilheiro do Campeonato Paraense de Futebol. Marcou treze vezes, incluindo quatro em vitória de 6–3 sobre o Tiradentes e os três de triunfo de 3–0 sobre o Pinheirense, além de outro em vitória por 3–0 no Re-Pa que decidiu o primeiro turno, em 22 de abril. O resultado rendeu a demissão do então técnico azulino Armando Bracalli, substituído por Paulinho de Almeida.
Em 6 de maio, Edil, àquela altura artilheiro do estadual (com dez gols), jogou pela terceira vez pela seleção paraense, novamente reunida após aquelas duas partidas de 1987. Foi o último jogo da seleção no século XX, obtendo-se empate em 1–1 no Mangueirão contra a Bulgária, que jogou com Hristo Stoichkov, Emil Kostadinov (autor do gol búlgaro), Krasimir Balakov e Yordan Lechkov, dentre outros. Bebeto também jogou pelo Pará, que curiosamente utilizou o uniforme da própria seleção brasileira. Edil teve mais de uma chance de marcar, mas o goleiro adversário Iliya Valov mostrou arrojo nos lances.
Posteriormente, o Remo venceria o segundo turno do estadual, mas o "Papão" venceu o terceiro, após um 0–0 no Re-Pa. O regulamento previa então finais entre as duas equipes, com o Paysandu tendo o benefício de dois empates. Contudo, o Remo reverteu a vantagem após vencer a primeira decisão por 1–0 e segurar o 0–0 na segunda, sagrando-se campeão, já em agosto.

### 1991-1995: Remo, Vasco, Paysandu e Portugal
Edil em seguida iniciou sua primeira passagem pelo próprio Remo, na disputa da segunda divisão brasileira de 1991. Marcou dois gols, um deles em Re-Pa empatado em 1–1. Por ironia, o Paysandu terminou campeão da competição, realizada no primeiro semestre. O Remo, por sua vez, também se sobressaía nacionalmente, terminando na quarta colocação geral da Copa do Brasil daquele ano, em campanha na qual chegou a eliminar o Vasco da Gama. Edil foi titular no empate de 1–1 arrancado em pleno estádio de São Januário em 21 de março, resultado que classificou os visitantes. O "Leão" terminaria eliminado na semifinal pelo futuro campeão Criciúma. O confronto em Belém contra a equipe treinada por Luiz Felipe Scolari rendeu um público recorde na competição em jogos travados na Região Norte. A campanha semifinalista segue sendo a melhor de uma equipe dessa região no torneio.
Edil acabou transferido ao próprio Vasco em seguida, mas não fez sucesso. Jogou treze vezes e só marcou um gol, e anos depois, em 2015, desaprovou a transferência do conterrâneo Yago Pikachu ao mesmo clube. Segundo Edil, a discriminação e falta de apoio de Eurico Miranda o teriam atrapalhado na equipe carioca: "cheguei em um time que só tinha feras do futebol e, no final, avalio que a minha passagem foi boa, mas, por ser do Norte, fui bastante discriminado. O Eurico já estava lá e tinha esse mesmo jeito de hoje. Sentia que o Eurico não gostava muito de mim, fui sendo colocado de lado, não tinha apoio lá dentro". Ali, conviveu com o Bebeto mais famoso. Disputou somente a Taça Guanabara de 1991, marcando apenas o gol da vitória de virada por 2–1 a oito minutos do fim sobre o Volta Redonda, dentro do estádio Raulino de Oliveira.
Edil seguiu carreira no fim de 1991 no Ceará, marcando quatro gols no campeonato cearense daquele ano. A despeito dos alvinegros terem ganho por 2–1 uma e empatado as outras duas de uma melhor de três em finalíssima como o rival Fortaleza, terminaram na segunda colocação por terem ganho somente o segundo turno enquanto os tricolores venceram os outros três turnos. Edil permaneceu no Nordeste no início de 1992, como jogador do Vitória na disputa da segunda divisão brasileira. A equipe baiana havia sido uma das vítimas dele na Copa do Brasil de 1991.
Marcou dois gols como rubro-negro, no mês de fevereiro. O clube de Vampeta e Alex Alves obteria o acesso sendo adiante, em junho, vice-campeão da competição; Edil, porém, já havia saído, disputando ainda no primeiro semestre a primeira divisão em novo retorno ao Paysandu.
Ele marcou quatro gols pelo "Papão" naquela Série A, três deles já na reestreia pelo clube, sendo os três da vitória de 3–0 sobre o Guarani. Um deles foi considerado um dos mais curiosos da história da competição. Foi já aos 47 minutos do segundo tempo, em dia bastante chuvoso que obrigou o atacante a lutar metro a metro contra adversário e gramado lamacento rumo ao gol após pegar a bola na intermediária. Edil considera ser esse seu jogo mais marcante pelo "Papão":
| “ | "Naquele dia, vencemos por 3–0, com três gols meus, inclusive um deles foi escolhido o gol mais bonito da rodada. Peguei a bola na intermediária e saí levando, driblando os adversários e principalmente as poças de águas, porque nesta época não tinha esses gramados padrão FIFA cheio de tecnologia - quando chovia era campo encharcado mesmo; passei por todo mundo e rolei a bola para marcar o gol". | ” |

Edil segue tendo o recorde de gols em um só jogo pelo Paysandu na primeira divisão. Seu outro gol naquele campeonato foi sobre o Flamengo, em derrota de 4–1 no Maracanã. Ainda pelo campeonato, esteve também nos 90 minutos de uma vitória por 3–0 sobre o São Paulo, mas não pôde evitar que suas outras quatro partidas naquele campeonato terminassem sem triunfos: 1–0 para o Internacional (Mangueirão), 4–0 para o Bahia (Fonte Nova), 3–2 para o Atlético Paranaense (Pinheirão) e 0–0 com o Atlético Mineiro (Mineirão).
Em 27 de julho, esteve em vitória de 4–0 sobre o Peñarol, em amistoso realizado no Mangueirão arbitrado pelo mesmo juiz da famosa partida entre as duas equipes vencida por 3–0 em 1965 pelos alviazuis. Completando trio ofensivo com Jorginho Cantinflas e Mendonça, sagrou-se em seguida o maior artilheiro estadual do Brasil em 1992, marcando 24 gols pelo campeonato paraense daquele ano, iniciado em agosto.
O rival Remo, treinado por Pedro Rocha, tinha a pretensão de ser tetracampeão seguido e venceu por 1–0 os dois primeiros Re-Pas da competição, sendo ainda campeão do primeiro turno. Mas terminou abatido quatro vezes seguidas por vitórias alviazuis, também por 1–0. Edil chegou a marcar três gols em vitória de 7–0 sobre o Sport Belém e quatro no 5–0 sobre o Tiradentes. Ele marcou ainda um cada em vitórias por 2–0 e 3–0 no clássico com a Tuna, além de marcar o único gol no 1–0 que decidiu o segundo turno contra o Remo. A partida foi televisionada ao vivo para a capital e o interior. Comemorou o gol abraçando no banco de reservas o filho, que teria "previsto" na noite anterior que o pai marcaria o gol da vitória.
Adiante, Remo e Paysandu, vencedores cada um de um turno, realizaram duas finalíssimas, vencidas ambas pelos alvicelestes por 1–0. O total de quatro vitórias de 1–0 deu-se em espaço de trinta dias, algo inédito na rivalidade. Edil ainda disputou pelo Paysandu o primeiro turno do Campeonato Paraense de Futebol de 1993, vencido pelo rival. Edil seguiu carreira no futebol português, defendendo o Espinho na temporada 1993-94 da segunda divisão, marcando cinco vezes em 26 partidas. A equipe escapou do rebaixamento por dois pontos.
Ao fim da temporada na Europa, teve novo retorno ao Paysandu. Dessa vez, não teve sucesso individual. Jogou três vezes no Campeonato Brasileiro de Futebol de 1994, só sendo titular na reestreia, em derrota no Mangueirão por 2–0 para o Atlético Mineiro em 7 de setembro. Voltou a ser usado a partir de 23 de outubro, saindo do banco no 0–0 com o Fluminense (Mangueirão), no 2–2 com o Guarani (Brinco de Ouro) e na derrota de 1–0 para o Santos no Mangueirão. Seus únicos quatro gols na primeira divisão foram os quatro marcados em 1992.
No campeonato estadual de 1995, Edil marcou duas vezes, sobre clubes menores. Tampouco teve sucesso coletivo, com o rival Remo sagrando-se campeão invicto, vencendo doze das quatorze partidas, incluindo os dois Re-Pas. No Brasileirão, já não participou.

### 1996-1998: idolatria no Remo
Edil voltou ao Remo em 1996, atuando como ponta-direita no trio ofensivo com Rogério Belém e Ageu Sabiá, que foram os artilheiros do elenco, com treze gols para ambos. Edil marcou sete na campanha do tetracampeonato azulino no  estadual daquele ano , em trajetória marcada pela tragédia com o colega Andrey, morto acidentalmente em disparo de arma de fogo que pertencia ao colega Cléberton. Dois dos gols de Edil foram no clássico Remo x Tuna, em empate em 1–1 e em vitória por 2–1 sobre os cruzmaltinos, que tiveram em Gauchinho o artilheiro do torneio.
Na segunda divisão brasileira, Edil marcou quatro vezes, incluindo em clássicos: um foi em 1–1 em novo duelo contra a Tuna, e outro foi em outro 1–1, no Re-Pa.
Edil voltou a marcar sobre o Paysandu nos três encontros seguintes, já em 1997; o primeiro válido por triangular envolvendo ainda a Tuna por vaga na Copa Norte daquele ano (as vagas ficaram com os azulinos e a Tuna), em vitória por 4–2 - nessa ocasião, curiosamente enfrentou o sobrinho Bebeto. Os jogos seguintes foram pelo estadual de 1997, no qual o Remo começou arrasador: estreou com em vitória de 10–0 sobre o Pinheirense, com Edil marcando três vezes.
Ele também marcou no clássico com a Tuna (um em derrota de 3–2), os dois em vitória por 2–1 no Re-Pa pelo primeiro turno, duelo que se repetiu na última rodada do pentagonal final do primeiro turno. O Remo terminou campeão ao vencer o rival de virada por 3–1, com Edil marcando o terceiro gol de uma derrota evitada nos dez minutos finais. Esse foi o 33º jogo seguido de invencibilidade azulina no clássico Re-Pa, um recorde na rivalidade, em vitória saborosa especialmente por outras circunstâncias: três dias antes, o "Leão" havia perdido dentro de Belém para os acrianos do Rio Branco a final da Copa Norte. O vexame, que também fez a equipe paraense perder para a adversária a vaga na Copa Conmebol de 1997, rendera a demissão do treinador remista, sucedido de forma interina e improvisada pelos jogadores Agnaldo e Belterra.
A dupla terminou premiada ao, buscando evitar a derrota, promover a entrada de três atacantes - Marcelo Papi, Zé Raimundo e Luís Carlos Apeú, que juntaram-se a Edil e Ageu em um quinteto ofensivo. O próprio jogador-treinador Agnaldo empatou, em cabeceio após cobrança de falta, e Zé Raimundo virou, com Edil marcando o terceiro aos 46 minutos do segundo tempo. Em 2013, declarou ser aquele seu gol mais inesquecível como remista no Re-Pa, relembrando assim a sua jogada: "consegui dar uma arrancada excelente naquele campo cheio de lama, driblei o zagueiro do Paysandu, driblei também o grande Claudecir, goleiro bicolor na época, e fuzilei fechando o placar. Foi sem dúvida um gol inesquecível".
Ainda por aquele campeonato, o Paysandu adiante venceu por 2–0 no segundo turno, encerrando o tabu desfavorável. Porém, terminou novamente derrotado na última partida do pentagonal decisivo daquele turno, com os azulinos conseguindo o pentacampeonato. Edil somou doze gols, terminando na artilharia da competição. Na segunda divisão brasileira, marcou duas vezes.
O Campeonato Paraense de Futebol de 1998 terminou ganho pelo Paysandu do sobrinho Bebeto (que marcou em um dos Re-Pas, empatado em 1–1) sobre o Remo de Edil, que não marcou em três Re-Pas do certame. Na segunda divisão brasileira, marcou só uma vez. Sobre sua passagem pelo "Leão", assim declarou em 2015:
| “ | "Eu tinha o apelido de Carrasco, pois sempre fazia gols no Remo. Meus direitos eram do Paysandu, mas em seguida viajei para a Europa e me tornei dono do meu passe. Depois, fiquei livre e o Remo mostrou interesse. Quando cheguei, a desconfiança da torcida era grande por eu ter jogado no Paysandu, por toda minha família ser Papão. Achavam que eu também era Paysandu, mas sempre fui profissional. Tive duas passagens pelo Remo, e sou penta Estadual com essa camisa. Fiz a torcida perder aquela desconfiança que tinha comigo. Fiz muitos gols contra Remo e Paysandu, mas também já dei alegrias para eles. Por ambos tive o mesmo amor, carinho e dedicação. No Remo, a torcida cobrou um personagem e tinha um repórter que tinha a mania de falar que o Remo era o Comando Delta Azulino. Naquela época passava o filme do Braddock, então, fiquei com o apelido do personagem principal, que era o Chuck Norris. A minha estreia pelo Remo foi no clássico, fiz um gol no Paysandu e saí metralhando. A torcida e jogadores entraram no clima e pegou. Ensaiava até no treino." | ” |

### Final de carreira: brilho por Castanhal, Paysandu e Confiança
Edil manteve-se azulino no Campeonato Paraense de Futebol de 1999, mas com a camisa do São Francisco, onde manteve a dupla com Ageu Sabiá. O time de Santarém, com ambos, conseguiu segurar um 0–0 dentro do Baenão contra o Remo, que terminaria campeão, Edil e colegas não passaram da sétima colocação geral entre doze clubes. Marcou quatro vezes pelo São Francisco, uma delas sobre o Paysandu (em derrota de 2–1) e outra em empate em 2–2 no clássico santareno com o São Raimundo.
No segundo semestre, Edil inicialmente disputou a segunda divisão brasileira pela Tuna Luso. Estreou como cruzmaltino saindo do banco para marcar o gol paraense na derrota de 2–1 para o CRB em Maceió, em 17 de agosto, pela terceira rodada. Contudo, em seguida passou a jogar a terceira divisão pelo Castanhal, marcando quatro vezes entre 29 de agosto e 19 de setembro pelo "Japiim". A fase de grupos durou até outubro e a equipe ficou a três pontos da classificação à fase seguinte.
Edil então voltou a defender a Tuna, reestreando em 7 de outubro pela equipe. Faltavam sete jogos para o fim da segunda divisão. Edil marcou um outro gol, novamente sobre o CRB, que repetiu o placar de 2–1. Ele esteve em seis das partidas restantes, exceto na última, a derrota de 5–1 para o Goiás que decretou o rebaixamento da Lusa à terceira divisão - a despeito do elenco tunante contar também com Belterra e Zé Augusto, dentre outros.
Edil reergueu-se defendendo novamente o Castanhal, dessas vez na disputa do Campeonato Paraense de Futebol de 2000. Os aurinegros, que também tinham Vanderson e Luís Carlos Apeú, foram a equipe de maior pontuação total no certame, mas terminaram no vice-campeonato para o Paysandu. Edil, aos 36 anos, terminou o torneio na artilharia, com 16 gols, incluindo em confrontos contra o campeão - isso ocorreu em empate em 1–1 e em vitória por 3–1 (que, por ironia, não evitou que os alvicelestes terminassem na ocasião campeões do primeiro turno), ambas no estádio Maximino Porpino; e em vitória por 1–0 dentro do Mangueirão, já pelo segundo turno. O Castanhal venceu o turno e forçou três finalíssimas, encerradas em 0–0, derrota de 1–0 e vitória de 1–0.
O confuso regulamento, porém, deu o título ao oponente, mas a própria torcida alviazul encarou o desfecho com desconfiança ao trabalho do treinador Givanildo Oliveira e preferiu aplaudir o Castanhal, declarado "campeão do interior", recebendo troféu nesse sentido do próprio prefeito de Belém, Edmilson Rodrigues. Foram doze vitórias, sete empates e cinco derrotas, contra onze vitórias, sete empates e seis derrotas do campeão Paysandu. O "Japiim" também venceu Remo (2–1, com gol de Edil) e Tuna (2–0) na campanha.
O desempenho de Edil no Castanhal o fez voltar ao Paysandu no segundo semestre de 2000 para disputar a Copa João Havelange, que resgatou os bicolores (também rebaixados à terceira divisão em 1999), mantendo-os no Módulo Amarelo, equivalente à segunda. Na competição, marcou nove vezes. O time, porém, terminou eliminado justamente em Re-Pa válido pelo terceiro lugar, que oferecia a última vaga do módulo aos mata-matas contra equipes dos demais módulos. O rival confirmaria a vaga ao segurar empate em 1–1 no jogo da volta após vencer o primeiro por 3–2.
Um mês depois, os dois clubes se enfrentaram em amistoso no estádio da Escola Superior de Educação Física. O Paysandu venceu por 4–1 com Edil marcando os quatro gols alviazuis, a despeito de possuir 36 anos em meio a duas escalações juvenis. Só um jogador marcou mais vezes em um só clássico - o remista Jango em outro amistoso, realizado em 1939 em vitória de 7–2. Em fevereiro de 2001, Edil ainda esteve em título de torneio relâmpago patrocinado pela empresa Mais TV. Dessa vez adversário do Castanhal, marcou três vezes na Curuzu em vitória de 5–2 do Paysandu, adiante campeão em vitória de 4–0 no Re-Pa em pleno Baenão. Na nova passagem pelo "Papão", Edil consagrou um novo personagem, o do Highlander:
| “ | "No Paysandu, fui o Highlander. Comecei a fazer gol, a torcida entrou no clima e isso ficou conhecido nacionalmente. Adotei esse apelido definitivamente no resto da minha carreira, pois foi o personagem que mais marcou. Na época chegou a ficar conhecido até fora do Brasil. Tenho uma grife com essa marca. Cuecas, sungas, camisas, chuteiras e outros acessórios." | ” |

Mas a decepção na João Havelange foi seguida por outra em poucos meses, com a perda da Copa Norte de Futebol de 2001 nos minutos finais contra o São Raimundo de Manaus. Edil, de pênalti havia marcado o único gol no jogo de ida, na Curuzu, sobre o São Raimundo. No jogo da volta, em Manaus, os paraenses seguravam o 0–0 até os instantes finais, quando sofreram o gol da derrota que terminou por favorecer os oponentes, que levaram o título beneficiados pela melhor campanha até ali. Edil terminou, ainda antes do vitorioso estadual de 2001, repassado ao Náutico. A respeito da situação, brincaria em 2015 que "construí muita coisa e depois veio o Vandick e comeu o filé".
Treinada por Muricy Ramalho, a equipe pernambucana não era campeã estadual havia mais de dez anos (desde 1989) e vivia o seu centenário. Conseguiu ser campeã naquele 2001, mas sem que Edil estivesse presente no jogo decisivo. Ele prosseguiu no "Timbu" para a disputa da segunda divisão brasileira de 2001, alternando-se na dupla com Kuki com Robgol. A competição seria vencida justamente pelo Paysandu, cujo empate em 1–1 em Recife rendeu nova partida em que Edil atuou contra o sobrinho Bebeto. O Náutico qualificou-se como terceiro no grupo liderado pelo Paysandu, mas foi eliminado no mata-mata contra o Figueirense, a outra equipe a subir à elite. Cada um venceu o outro por 2–1, favorecendo a melhor campanha dos catarinenses.
Edil, porém, não fez sucesso em Pernambuco, marcando um único gol pelo Náutico. Permaneceu no Nordeste em 2002, indicado por Maurício Simões, que o vira no Náutico, para defender o  Confiança. Nos azulinos, voltou a ser um atacante marcante, mantendo o personagem "Highlander". Marcou 17 gols pelo time, incluindo o do título do estadual de 2002, em vitória de virada por 2–1 sobre o Itabaiana. Seis desses gols foram válidos por aquele torneio, no qual terminou na artilharia. O veterano também brilhou pelo "Dragão" na Copa do Brasil de 2002, da qual era o artilheiro até a equipe ser eliminada nas oitavas-de-final pelo futuro finalista Brasiliense - destacando-se sobretudo pelos dois gols marcados em vitória de 4–0 sobre o ASA de Arapiraca, que sentia-se embalado e favorito após ter eliminado o Palmeiras. Edil terminou aquele campeonato na vice-artilharia, ao lado do são-paulino Kaká. Sobre a passagem pela equipe de Aracaju, Edil comentaria o seguinte, na ocasião dos 80 anos do Confiança:
| “ | "Quero parabenizar os 80 anos do Confiança. Uma equipe briosa, que eu tive orgulho de jogar, amor, honrei esse escudo, essa camisa. Tenho muito orgulho de fazer parte da história deste time. A torcida proletária é maravilhosa, me recebeu muito bem. Até hoje eu recebo mensagens de torcedores do Confiança, graças ao trabalho que eu fiz por lá. Eu usei aquela camisa do Confiança como se fosse a minha segunda pele. Tenho muito orgulho de fazer parte daquela história. Na época que eu cheguei no Confiança, ele estava carente de um ídolo que chegasse e resolvesse o problema do gol do Confiança. Graças a Deus, eu cheguei muito bem recebido por aquela grande torcida do Confiança. Aí, foram gols atrás de gols. Conquistamos o título do milênio. A gente precisava vencer e eu fui agraciado por ter feito aquele gol na final. Me lembro que na comemoração saímos desfilando num carro do Corpo de Bombeiros, aquela torcida maravilhosa atrás da gente. Depois me colocaram nos braços e gritaram, 'Uh, terror, o Highlander é matador'. Foi inesquecível. Eu levei esse personagem do Highlander aqui do Pará e fez muito sucesso em Aracaju. Essa matéria saiu no Globo Esporte nacional. Até fizeram uma arte colocando uma espada na minha mão na hora da comemoração. Até hoje, por onde eu passo, sou conhecido como Highlander. São lembranças boas e o Confiança me ajudou muito a popularizar ainda mais esse personagem. Por isso que até hoje tenho um carinho muito especial pelo clube. | ” |

Ainda em 2002, Edil voltou ao Pará, dessa vez como jogador do Águia para jogar a terceira divisão, com dois gols marcados. Seguiu no time de Marabá, reencontrando o ex-colega remista Luís Carlos Apeú, para estadual de 2003. Nele, marcou o gol de honra em derrotas tanto para Paysandu (4–1) como para o próprio Remo (3–1), posteriormente campeão. A equipe marabaense também acabou sendo pivô da surpreendente eliminação do Paysandu ao derrotar no segundo turno uma equipe embalada por disputar a Taça Libertadores da América daquele ano, resultado que adiante pesaria para elimina-lo precocemente da competição doméstica. Ele ainda defendeu no ano seguinte o Ypiranga, campeão amapaense daquele ano.

## Após parar
Edil continuou mantendo a forma em jogos de veteranos, contabilizando gols nessas partidas para declarar-se outro autor de mil gols no futebol; em jogos oficiais, teriam sido 525. Em 2014, aos 50 anos e afirmando estar nos 994 gols considerando amistosos e as partidas de veteranos, afirmou que "a torcida do Paysandu pede até hoje para eu voltar a jogar pelo profissional, dizem que eu estou em melhor forma que o Leandrão (que disputou o Parazão daquele ano pelo Remo). Como falei, eu me cuido, e por isso digo que jogo em alto nível. Jogo em times de pelada como um atleta, não que nem aqueles barrigudos. Olha, se Remo ou Paysandu me dessem a oportunidade de fazer o milésimo gol em um deles, eu jogava e garanto que marcava esse gol".

## Títulos

### Paysandu
- Campeonato Paraense de Futebol: 1985, 1987 e 1992

### Marítimo
- Campeonato Venezuelano de Futebol: 1987-88 e 1989-90

### Remo
- Campeonato Paraense de Futebol: 1996 e 1997

### Náutico
- Campeonato Pernambucano de Futebol: 2001

### Confiança
- Campeonato Sergipano de Futebol: 2002

### Ypiranga
- Campeonato Amapaense de Futebol: 2004

### Individual
- Artilharia do Campeonato Paraense de Futebol: 1990 (13 gols), 1992 (24 gols), 1997 (12 gols) e 2000 (16 gols)[62][63]